# パダン

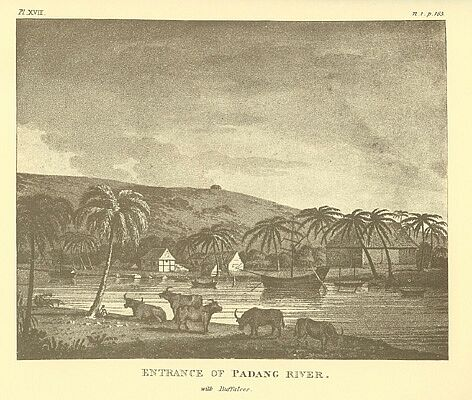
Padang circa 1795

パダン（インドネシア語: Kota Padang）は、インドネシア、西スマトラ州の州都であり最大の都市である。

## 歴史
16世紀から交易の中心地だった。16世紀から17世紀の間にインド、ポルトガル、イギリス、オランダの間でコショウの栽培と貿易が行なわれた。1663年にオランダ人により占領され、1680年に交易所が建てられた。第4次英蘭戦争中の1781年から1784年までと、ナポレオン戦争中の1795年から1819年までの2度にわたり、イギリスにより占領された。1780年代に最も重要な交易品は金鉱から採掘された金であった。金鉱の採掘量が減少すると、コーヒー、塩、織物などが主産物となっていった。
1797年、海岸で起きたマグニチュード 8.5~8.7 の地震による、高さ 5~10 メートルとみられる津波によってパダンは徹底的に押し流され、浸水した。地震は多大な損害をもたらし、2人の死者を出した。一方で津波は Air Manis 村の家々を倒壊させ何人もの死者をもたらした。アラウ川に係留された船は、上流へおよそ1キロメートル流された 200 トンの帆船を含めて、陸地に押し流された。1833年、ブンクル州沖に起こったマグニチュード 8.6~8.9 と見積もられる地震による、高さ 3~4 メートルとみられる津波に再び襲われた。パダンは地震により多大な損害がもたらされ、アラウ川の中で係留していたボートは津波のためにいかりを壊され、あちこちに流された。シンガポール地球観測研究所（EOS）のケリー・シエによると、近い将来パダン沖にMw8.8の海溝型巨大地震に見舞われると警告している。
独立時には、人口約5万人の都市であった。コーヒーは未だに重要な産物であり、また内陸部の農場で作られるコプラも主な産物であった。人口の増加理由は、一部の都市領域の成長の結果でもあったが、主には多くの発展途上国で見られる大都市への人口流入の結果であった。

## 行政区画
パダンは11の郡 (kecamatan) に分けられる: Bungus Teluk Kabung, Koto Tangah, Kuranji, Lubuk Begalung, Lubuk Kilangan, Nanggalo, Padang Barat, Padang Selatan, Padang Timur, Padang Utara, Pauh

## 交通
パダンは、パダン・パリアマン県の Ketaping に新しく開かれたミナンカバウ国際空港によって接続されている。パダンのテルク・バユール港 (Teluk Bayur) はスマトラ島の西海岸最大で、最もよく使われる港である。

## 教育
アンダラス大学はジャワ島外におけるインドネシアで最も古い大学である。メイン・キャンパスはパダンの中心から約 12 キロメートルのリマウマニス (Limau Manis) に位置している。パダンにある他の大学は、Air Tawar の Universitas Negeri Padang, Ulak Karang の Bung Hatta University, Air Pacah の Baiturrahmah University, Universitas Putra Indonesia YPTK, Ekasakti University, Universitas Muhammadiyah Sumatera Barat, そして Tamansiswa University である。

## 文化

### 料理
ミナンカバウ族の料理は、領域の中心であり最大都市の名をとって一般的にパダン料理と呼ばれる。パダン料理レストランは、インドネシア国内のいたる所で一般的であり、辛い味付けとそれらを配膳するユニークな方法により有名である。パダン料理はタパスやメゼデスと同じように、少しずつ様々な料理の皿が出されるが、いつも白米が食事の中心を構成する。パダン・スタイルのレストランでは、カレーで味付けされた魚、揚げ物のテンペ、とろ火で煮られた葉物、チリなす、カレーで味付けされた牛レバー、フライドチキン、そして当然、インドネシアの食卓に遍在しているスパイシーなソースのサンバルなど、非常によく味付けされた料理が何十枚もの小さい皿ですぐに配膳され、テーブルが満たされる。客は、ずらりと並んだそれらの料理の中から欲しいものを食べて、その分の代価を払う。最もよく知られているパダン料理は、スパイシーな肉のカレーのルンダンである。ソト・パダン（牛肉のスパイシーなスープ）が地元で好まれる朝食であり、一方でサテ（カレーソースのに入れてクトゥパッを添えた牛肉のサテ）は晩の御馳走である。

### スポーツ
パダンはサッカークラブ Semen Padang のホームタウンであり、クラブのホーム・スタジアムは Haji Agus Salim Stadium である。

## 観光
パダンは Batu 諸島やメンタワイ諸島を目指すサーファーと、西スマトラの高地を訪れる旅行者のための主な航空機の乗り継ぎ地点である。Samudra 通りから Puruih までの間にあるパダンビーチ (Taplau / Tapi Lauik) は、美しい日没と数百の食べ物屋台によって知られている。パダンの南にある Bungus 湾は水泳とボートに適している。
Adityawarman 博物館は地方のミナンカバウ族の歴史と文化が展示され、主な展示品はルマ・ガダン (rumah gadang) 式の建物の中に収容される。

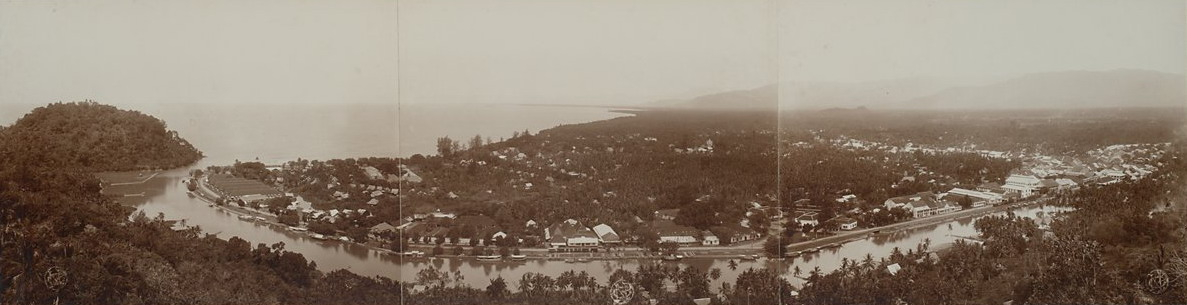
Panorama of Padang circa 1900

## 気候
ケッペンの気候区分では熱帯雨林気候であり、一年を通して高温多湿で非常に降水量が多い。気温の日較差、年較差ともに小さく、極端な高温や低温になることはほとんどない。9月～12月にかけては降水量がやや多くなる。
| パダンの気候                                         | パダンの気候 | パダンの気候 | パダンの気候 | パダンの気候 | パダンの気候 | パダンの気候 | パダンの気候 | パダンの気候 | パダンの気候 | パダンの気候 | パダンの気候 | パダンの気候 | パダンの気候   |
| 月                                                   | 1月          | 2月          | 3月          | 4月          | 5月          | 6月          | 7月          | 8月          | 9月          | 10月         | 11月         | 12月         | 年             |
| ---------------------------------------------------- | ------------ | ------------ | ------------ | ------------ | ------------ | ------------ | ------------ | ------------ | ------------ | ------------ | ------------ | ------------ | -------------- |
| 最高気温記録 °C （°F）                               | 33.9 (93)    | 34.4 (93.9)  | 33.9 (93)    | 33.3 (91.9)  | 33.9 (93)    | 33.9 (93)    | 33.3 (91.9)  | 33.3 (91.9)  | 32.8 (91)    | 33.3 (91.9)  | 32.8 (91)    | 32.8 (91)    | 34.4 (93.9)    |
| 平均最高気温 °C （°F）                               | 30.6 (87.1)  | 31.7 (89.1)  | 31.7 (89.1)  | 31.7 (89.1)  | 32.2 (90)    | 32.2 (90)    | 31.7 (89.1)  | 32.2 (90)    | 32.2 (90)    | 31.7 (89.1)  | 31.1 (88)    | 30.6 (87.1)  | 31.6 (88.9)    |
| 日平均気温 °C （°F）                                 | 27.0 (80.6)  | 27.0 (80.6)  | 27.0 (80.6)  | 27.2 (81)    | 27.5 (81.5)  | 27.0 (80.6)  | 25.0 (77)    | 25.0 (77)    | 26.7 (80.1)  | 26.7 (80.1)  | 26.7 (80.1)  | 26.7 (80.1)  | 26.6 (79.9)    |
| 平均最低気温 °C （°F）                               | 23.3 (73.9)  | 24.4 (75.9)  | 23.9 (75)    | 23.9 (75)    | 23.9 (75)    | 23.9 (75)    | 23.3 (73.9)  | 23.3 (73.9)  | 23.9 (75)    | 23.9 (75)    | 23.9 (75)    | 23.9 (75)    | 23.8 (74.8)    |
| 最低気温記録 °C （°F）                               | 21.1 (70)    | 20.6 (69.1)  | 21.1 (70)    | 21.7 (71.1)  | 21.7 (71.1)  | 20.0 (68)    | 21.1 (70)    | 20.6 (69.1)  | 21.1 (70)    | 21.1 (70)    | 21.1 (70)    | 21.1 (70)    | 20.0 (68)      |
| 降水量 mm （inch）                                   | 351 (13.82)  | 259 (10.2)   | 307 (12.09)  | 363 (14.29)  | 315 (12.4)   | 307 (12.09)  | 277 (10.91)  | 348 (13.7)   | 352 (13.86)  | 495 (19.49)  | 518 (20.39)  | 480 (18.9)   | 4,172 (164.25) |
| 平均月間日照時間                                     | 175          | 181          | 175          | 188          | 200          | 206          | 200          | 186          | 136          | 135          | 167          | 167          | 2,116          |
| 出典1：Sistema de Clasificación Bioclimática Mundial |              |              |              |              |              |              |              |              |              |              |              |              |                |
| 出典2：Deutscher Wetterdienst (sun, 1961–1990)       |              |              |              |              |              |              |              |              |              |              |              |              |                |

## 姉妹都市
- ヒルデスハイム(ドイツ・ニーダーザクセン州)
- ブンタウ(ベトナム・バリア＝ブンタウ省)
- ベイトゥ・ラヒア(パレスチナ自治政府・ガザ地区)
- チョンブリー(タイ王国・チョンブリー県県都)
- バンドン(インドネシア・西ジャワ州州都)
- パース(オーストラリア・西オーストラリア州州都)
- ドバイ(アラブ首長国連邦・ドバイ首長国首都)

## 参照